# 清真韩家寺
清真韩家寺是中国甘肃省临夏回族自治州临夏市八坊十三巷的一座清真寺，位于临夏市东关街道菜市社区环城东路南端路西、市教育局西南侧。

## 历史
韩家寺创建于民国初年。

## 建筑
清真韩家寺于2006年公布为临夏市文物保护单位。